# Jasionna (powiat skierniewicki)
Jasionna – wieś w Polsce położona w województwie łódzkim, w powiecie skierniewickim, w gminie Bolimów.
We wsi znajduje się przystanek kolejowy Jasionna Łowicka.

## Historia
Wieś szlachecka Jasiona położona była w drugiej połowie XVI wieku w powiecie sochaczewskim ziemi sochaczewskiej województwa rawskiego. W latach 1975–1998 miejscowość należała administracyjnie do województwa skierniewickiego.